# Transmizoginia
Transmizoginia (czasami trans-mizoginia) to intersekcja transfobii i mizoginii. Transmizoginia obejmuje negatywne postawy, nienawiść i dyskryminację skierowane przeciwko transkobietom.
Termin został po raz pierwszy użyty w 2007 roku przez Julię Serano w jej książce Whipping Girl. Według Serano transmizoginia jest przekrojową formą seksizmu, opartą na interakcji między seksizmem opozycyjnym a tradycyjnym. Definiuje ona tradycyjny seksizm jako „przekonanie, że męskość jest lepsza od kobiecości”, a seksizm opozycyjny jako „przekonanie, że kobiety i mężczyźni są kategoriami sztywnymi i wzajemnie się wykluczającymi”.
Transmizoginia jest centralną koncepcją w transfeminizmie i jest często przywoływana w teorii intersekcjonalności.

## Przyczyny
Uważa się, że transmizoginia jest spowodowana społecznym przekonaniem, że mężczyźni są lepsi od kobiet. W Whipping Girl Julia Serano pisze, że istnienie transpłciowych kobiet jest postrzegane jako zagrożenie dla „hierarchii płci skoncentrowanej na mężczyznach, w której zakłada się, że mężczyźni są lepsi od kobiet i że męskość przewyższa kobiecość”. Teoretyczka płci Judith Butler powtarza to założenie, stwierdzając, że morderstwo kobiet transpłciowych jest „aktem władzy, sposobem na potwierdzenie dominacji... zabójstwo ustanawia zabójcę jako suwerena w momencie, gdy zabija".
Transkobiety postrzegane są również jako zagrażające heteroseksualności cispłciowych mężczyzn. Zaobserwowano, że medialne postacie „oszustek”, takich jak Dil, transpłciowa kobieta z filmu Gra pozorów z 1992 roku, wywołują oburzenie i męską homofobię na widowni, gdy wychodzi na jaw, że są transpłciowe.

## Seksualizacja i molestowanie
Julia Serano stwierdziła, że wiele transpłciowych kobiet doświadcza dodatkowej warstwy mizoginii w postaci fetyszyzacji. Zauważa, że pomimo tranzycji transkobiety są nadal powszechnie postrzegane jako mężczyźni; jednak są one seksualizowane jako kobiety. W branży pornograficznej, której odbiorcami są przede wszystkim heteroseksualni mężczyźni, kobiety trans są w dużej mierze przedstawiane jako obiekty seksualne. Serano zauważa, że kiedy przebywa w środowisku społecznym, w którym znana jest jako kobieta transpłciowa, na przykład w miejscach, w których wykonuje poezję mówioną, otrzymuje o wiele bardziej rażące komentarze seksualne niż w podobnym otoczeniu, które zakłada, że jest cispłciowa.

## Związek z transfobią
Transmizoginia różni się od transfobii tym, że transmizoginia koncentruje się na transkobietach, podczas gdy transfobia jest bardziej ogólnym pojęciem, obejmującym szersze spektrum nienawiści i dyskryminacji wobec wszystkich osób transpłciowych. Julia Serano stwierdza w Whipping Girl, że „kiedy większość żartów koszt osób trans koncentruje się na „mężczyznach ubranych w sukienki” lub „mężczyznach, którzy chcą odciąć penisy”, to nie jest transfobia – to transmizoginia. Kiedy większość przemocy i napaści seksualnych popełnionych wobec osób trans jest skierowana przeciwko transkobietom, to nie jest transfobia – to transmizoginia”.